# Карл Вилхелм (Ербах-Фюрстенау)
Карл Вилхелм фон Ербах-Фюрстенау (на немски: Karl Wilhelm fon Erbach-Fürstenau; * 30 ноември 1680, дворец Фюрстенау; † 27 септември 1714, Франкфурт на Майн) е граф на Ербах-Фюрстенау.

## Произход
Той е син на граф Георг Албрехт II фон Ербах-Фюрстенау (1648 – 1717) и съпругата му Анна Доротея Христина фон Хоенлое-Валденбург (1656 – 1724), дъщеря на граф Филип Готфрид фон Хоенлое-Валденбург и съпругата му Анна Христиана Шенкин фон Лимпург-Зонтхайм. Брат е на Филип Карл (1677 – 1736), Георг Вилхелм (1686 – 1757) и Георг Август фон Ербах-Шьонберг (1691 – 1758).
Карл Вилхелм умира на 27 септември 1714 г. във Франкфурт на Майн и е погребан в Михелщат.

## Фамилия
Карл Вилхелм се жени на 4 март 1708 г. в Бреда, Нидерландия, за Алма Мариана Ернестина фон Залиш (* 31 май 1688; † 22 февруари 1709, Бреда), дъщеря на Ернст Вилхелм фон Залиш, губернатор на Бреда, и графиня Анна фон Козпот. Те имат една дъщеря:
- Анна София Христиана (1708 – 1759), бездетна, омъжена I. на 28 май 1724 г. за граф Йоахим Вилхелм Малтцан, фрайхер цу Вартенберг и Пенцлин (1661 – 1718), II. на 12 ноември 1737 г. за Балтазар Фридрих граф фон Промнитц-Плес (1711 – 1744), III. на 5 октомври 1751 г. за Фридрих Август граф фон Козпот (1717 – 1782).